# Nowy dziennik (komedia)
Nowy dziennik – komedia Michała Bałuckiego w trzech aktach ogłoszona w 1887.

## Treść
Zamożny obywatel wiejski, Rzepkowski (w niektórych przedstawieniach: Rzepecki) postanawia wyjechać do miasta i założyć tam nowy dziennik. Pismo ma służyć do pogrążenia przeciwników, którzy pokonali go w wyborach. Rzepkowski bierze się z zapałem do pracy: organizuje redakcję i nawiązuje współpracę z dziennikarzami. Równocześnie rozgrywa się intryga miłosna, która prowadzi do zaręczyn dwóch córek Rzepkowskiego. Gdy okazuje się, że jego sąsiad został wybrany na stanowiska prezesa Rady Powiatowej i dziennik przestaje być Rzepkowskiemu potrzebny, bohater natychmiast porzuca miasto i wraca na wieś: bez dziennika za to z dwoma zięciami.